# مرحله مقدماتی لیگ قهرمانان اقیانوسیه ۲۰۲۵
مرحله مقدماتی لیگ قهرمانان اقیانوسیه ۲۰۲۵ از ۸ تا ۱۴ فوریه ۲۰۲۵ برگزار شد. در مجموع سه تیم در مرحله مقدماتی برای تعیین آخرین سهمیه از ۸ سهمیه مرحله گروهی لیگ قهرمانان اقیانوسیه ۲۰۲۵ با یکدیگر رقابت کردند. این تورنمنت مقدماتی اولین بار است که یک تیم داور تمام زن در مسابقات مردان اواف‌سی قضاوت خواهد کرد.

## گروه مقدماتی

### قرعه کشی
قرعه کشی در ۱۱ دسامبر ۲۰۲۴ در مقر اواف‌سی در اوکلند برگزار شد. برای این دوره هیچ تیمی از تونگا در قرعه کشی حضور نداشت.
| تیم میزبان         | باقی تیم‌ها             |
| ------------------ | ---------------------- |
| - توپاپا مارائرنگا | - رویال پوما - وایپونا |

### مسابقات
| تیم              | بازی | برد | تساوی | باخت | گل‌زده | گل‌خورده | تفاضل‌گل | امتیاز | صلاحیت              |
| ---------------- | ---- | --- | ----- | ---- | ----- | ------- | ------- | ------ | ------------------- |
| توپاپا مارائرنگا | ۲    | ۱   | ۱     | ۰    | ۵     | ۴       | ۱+      | ۴      | صعود به مرحله گروهی |
| وایپونا          | ۲    | ۱   | ۰     | ۱    | ۵     | ۲       | ۳+      | ۳      |                     |
| رویال پوما       | ۲    | ۰   | ۱     | ۱    | ۳     | ۷       | ۴–      | ۱      |                     |

| رویال پوما | ۰–۴   | وایپونا                                          |
| ---------- | ----- | ------------------------------------------------ |
|            | گزارش | - Faafoi ۱۵'، ۲۵' - Viliamu ۴۵+۱' - Lesatele ۶۳' |

| رویال پوما                    | ۳–۳   | توپاپا مارائرنگا                          |
| ----------------------------- | ----- | ----------------------------------------- |
| - Collins ۲۶'، ۳۷' - Fe'a ۸۴' | گزارش | - Harmon ۱۴' - Matapo ۲۹'، ۴۵+۳' (پنالتی) |

| وایپونا       | ۱–۲   | توپاپا مارائرنگا   |
| ------------- | ----- | ------------------ |
| - Lesatele ۹' | گزارش | - McCoy ۲۷'، ۴۵+۳' |